# Vicus Nörvenich
Die römische Siedlung Vicus Nörvenich befindet sich in der Nähe von Nörvenich im Kreis Düren, Nordrhein-Westfalen.
Die ehemalige Siedlung aus der Römerzeit liegt südlich der Zufahrt zum Fliegerhorst Nörvenich zwischen der Bundesstraße 477 und dem Neffelbach. Die Ausdehnung dieser Siedlung ist an der Oberfläche deutlich sichtbar durch eine Streuung von Ziegeln, Dachziegeln, Mörtelresten und Gefäßscherben aus Keramik. Der Besiedlungszeitraum dieser Stelle wird durch zahlreiche Funde belegt. So stammen die Münzen dieses Fundplatzes aus der Zeit vom 1. Jahrhundert v. Chr. bis zum 5. Jahrhundert n. Chr. Einen kürzeren Zeitraum deutet die aufgefundene Keramik an. Sie datiert von der zweiten Hälfte des 1. Jahrhunderts n. Chr. bis zum 4. Jahrhundert n. Chr.
Die Anlage wurde am 26. März 1990 in die Liste der Bodendenkmäler in Nörvenich unter Nr. 5 eingetragen.

## Quelle
- Kartei der ortsfesten Bodendenkmäler in der Gemeinde Nörvenich
- Begehungen und Sondierungen durch den Heimat- und Geschichtsverein der Gemeinde Nörvenich e.V.[1]
- Einblicke in das Leben vor 2000 Jahren am Neffelbach. Funde und Befunde des Heimat- und Geschichtsvereins der Gemeinde Nörvenich e.V.vom „Römerfeld“ Nörvenich-Alt Oberbolheim 2009–2012 von Hans-Dieter Pütz